# Sosny (Pologne)
Pour les articles homonymes, voir Sosny.
Sosny (prononciation : [ˈsɔsnɨ]) est un village polonais de la gmina de Witnica dans le powiat de Gorzów de la voïvodie de Lubusz dans l'ouest de la Pologne.
Il se situe à environ 6 kilomètres au nord-est de Witnica (siège de la gmina) et 21 kilomètres à l'ouest de Gorzów Wielkopolski (siège du powiat).
Le village comptait approximativement une population de 332 habitants en 2011.

## Histoire
Avant 1945, ce village était sur le territoire allemand sous le nom de Charlottenhof. (voir Évolution territoriale de la Pologne)
De 1975 à 1998, le village appartenait administrativement à la voïvodie de Gorzów.

Depuis 1999, il appartient administrativement à la voïvodie de Lubusz.